# Acanthocladus brasiliensis
Acanthocladus brasiliensis är en jungfrulinsväxtart som beskrevs av Kl. och Justus Carl Hasskarl. Acanthocladus brasiliensis ingår i släktet Acanthocladus och familjen jungfrulinsväxter. Inga underarter finns listade i Catalogue of Life.